# Robert Biedroń
Robert Biedroń (polskt uttal: [rɔbɛrt bjedrɔɲ]), född 13 april 1976 i Rymanów, är en polsk politiker och partiledare för Wiosna.
Mellan 2011 och 2014 var han ledamot i Sejmen för Palikotrörelsen. Han var borgmästare i Słupsk från 2014 till 2018. Han var den första öppet homosexuella borgmästaren i Polen.[2] Biedroń har under hela sin politiska karriär drabbats av högerextremt hat och våld, bland annat för sin öppenhet gällande sin sexuella läggning, främst från konservativa och nationalistiska politiska falanger.

## Biografi

### Uppväxt
Robert Biedroń föddes i Rymanów, men växte upp inte långt därifrån i Krosno. Han har två yngre bröder och en yngre syster. Efter grundskolan började han tekniskt gymnasium (technikum) med inriktning mot hotellbranschen. Han hade ett stort intresse för språk och studerade engelska, franska och ryska. Han studerade även på egen hand esperanto och italienska.

### Högre utbildning
2003 avlade Biedroń magisterexamen i statsvetenskap vid det ermländsk-masoviska universitetet i Olsztyn. Biedroń bedrev doktorandstudier vid statsvetenskapliga fakulteten vid Aleksandra Gieysztora humanistiska Akademi i Pułtusk, dock utan att fullfölja studierna. Han har även gått på Szkoły Praw Człowieka przy Helsińskiej Fundacji Praw Człowieka (Helsingforsstiftelsen för mänskliga rättigheters skola för mänskliga rättigheter), samt Szkoły Liderów Politycznych i Społecznych (Skolan för samhälleliga- och politiska ledare).

### Politiskt engagemang
1998 blev han medlem i Socjaldemokracja Rzeczypospolitej Polskiej (Republiken Polens Socialdemokrati). Efter partiets ombildning fortsatte han vara med i efterföljaren Demokratiska vänsterförbundet (Sojusz Lewicy Demokratycznej, SLD) och ställde upp i parlamentsvalet till sejmen 2005, men lyckades inte få något mandat. Samma år lämnade han SLD.
2001 grundade Biedroń tillsammans med Bartosz Żurawiecki den nationella organisationen Kampania Pryeciw Homofobii (Kampanj mot homofobi). Under åtta år var han dess ordförande.

## Politisk karriär

### Ledamot i Sejmen 2011–2014
I parlamentsvalet till sejmen 2011 lyckades han få ett mandat med Palikotrörelsen, där han företrädde Gdańsk och Słupsks valkrets. Han fick där rollen som vice-ordförande i Utskottet för rättvisa och mänskliga rättigheter och var även en del av Utrikesutskottet. Han var även en av Polens delegater till Europarådets parlamentariska församling.

### Borgmästare i Słupsk 2014–2018
I borgmästarvalet 2014 ställde Biedroń upp som oberoende kandidat. Han fick i andra omgången, där han ställdes mot PO:s kandidat, 57 % av rösterna. Han innehade detta ämbete till november 2018, då han inte ställde upp till omval.

### Partiledare Wiosna
Den 3 februari 2019 stod partiprogrammet till det nya partiet Wiosna (Våren) klart, under ledning av Robert Biedroń. Partiet står för en politik långt från det nuvarande regeringspartiet PiS. På reformagendan finns bl.a. utvidgade rättigheter för kvinnor och minoriteter; höjda pensioner och minimilöner; investeringar i välfärden; omställning till förnybar energi; att gradvis fasa ut kolkraften inom polsk industri fram till år 2035; separering av kyrka och stat samt legalisering av abort och samkönade äktenskap i Polen. I Europaparlamentsvalet i maj 2019 fick Biedroń och hans parti Wiosna 6,06 % av rösterna i Polen, vilket gjorde partiet till det tredje största partiet efter PiS med 45,4 % och Europakoalitionen, KE (polska: Koalicja Europejska), med 38,5 %. Valresultatet gav Wiosna tre mandat i Europaparlamentet.

## Privatliv
Robert Biedroń har sedan 2002 varit tillsammans med sin partner Krzystof Śmiszek, doktor i juridik.